# Chiesa di San Pietro (Milton Lilbourne)
La chiesa di San Pietro (in inglese St Peter's church) è la parrocchiale anglicana che si trova a Milton Lilbourne, villaggio e parrocchia civile della contea del Wiltshire nel Sud Ovest dell'Inghilterra. Il luogo di culto risale al XII secolo, rientra nella diocesi di Salisbury ed è considerato un monumento classificato di seconda categoria per il suo particolare interesse storico e architettonico.

## Storia

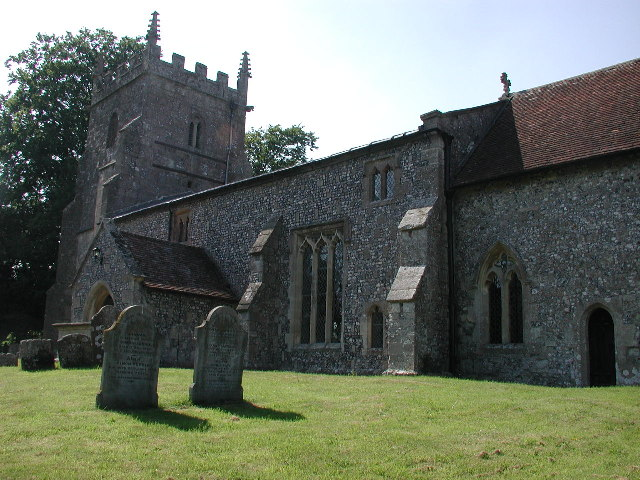
Chiesa di Milton Lilbourne con la sua torre campanaria e l'ingresso laterale. Accanto è presente il cimitero della comunità

La chiesa parrocchiale anglicana venne edificata a partire dal XII secolo e la sua struttura fu oggetto di interventi nel XIII secolo e nei due secoli successivi. La torre fu costruita solo nel XV secolo. Tutto l'edificio venne restaurato nel 1875.
A partire dal mese di settembre del 2018 sono iniziati lavori di revisione della cella campanaria e delle campane stesse. Le campane erano state fuse dall'azienda di Robert Wells ad Aldbourne nel 1789 e necessitavano di riparazioni. La struttura lignea di sostegno è stata sostituita e l'usura delle sei campane è stata superata dopo che sono state riaccordate. La cerimonia di consegna del lavoro ultimato è stata celebrata dall'arcidiacono Sue Groom domenica 20 gennaio 2019.

### Il violoncello della chiesa di San Pietro a Milton Lilbourne
Il fabbro del villaggio realizzò il violoncello in ferro alla fine del XVIII o all'inizio del XIX secolo. Questo strumento è nero, ha angoli insoliti e accessori fatti a mano, tra cui piroli, tastiera e cordiera. Il retro e la parte centrale sono realizzati in un unico pezzo di ferro. Il violoncello non ha filettature simulate, ma ha un motivo di rivetti o teste di chiodi rettangolari attorno ai bordi. Il bottone terminale dello strumento è fatto di metallo e ci sono chiodi o rivetti sia sopra e sia sotto nella parte inferiore. Il ponticello ha una forma approssimativa e ci si aspetterebbe che il ponticello originale fosse fatto a mano, ma c'è la possibilità che questo fosse quello che era in posizione quando lo strumento era ancora in uso nella chiesa. L'ultima volta venne suonato nel 1970. Le corde del violoncello risalgono probabilmente a quella esecuzione. Miss A. L. Gale, figlia del vicario di Milton Lilbourne, dove veniva suonato nella banda della chiesa, lo donò al Wiltshire Museum nel 1916.

## Descrizione
La chiesa di San Pietro di Milton Lilbourne viene giudicata un edificio di particolare interesse storico e architettonico in Inghilterra e Galles quindi dal 27 maggio 1964 è considerata un monumento classificato di secondo grado per il suo particolare interesse storico e architettonico.

### Esterni
La chiesa parrocchiale anglicana si trova nell'abitato di Milton Lilbourne, villaggio e parrocchia civile della contea del Wiltshire nel Sud Ovest dell'Inghilterra. Il luogo di culto è stato edificato in pietra di selce, calcare e conci di pietra. Le facciate laterali hanno grandi contrafforti. La torre presenta bifore per campane e parapetto merlato e pinnacoli a uncinetto.

### Interni
La sala è suddivisa in navata centrale e navata laterale nord, a sinistra. Le navate sono separate da archi a sesto acuto sostenuti da colonne. Il presbiterio è accessibile dall'arco santo. La copertura del soffitto è con travi in legno a vista. Le finestre sono a testa quadrata. Le finestre del presbiterio a due luci e finestra orientale a tre luci del XIX secolo. Tracce dell'edificio medievale includono frammenti di vetro dipinto risistemati nella finestra a stella nel presbiterio. L'arco del presbiterio ha due ordini smussati e risale al XIII secolo. Il presbiterio è stato in gran parte ristrutturato nel XIX secolo. Il fonte battesimale, sotto la torre, ha un catino ottagonale del XIX secolo, su base a cinque colonne del XIII secolo. Il pulpito ricostruito con assi intagliate del XVII secolo. I banchi sono tutti lavori a pannelli di fine XVII secolo restaurati nel XIX secolo. L'organo a canne è in una cassa in rovere intagliato.